# فتحي الديب
فتحي الديب (1923 - 7 فبراير 2003 في القاهرة) بمصر. كان أحد الذين شاركوا في تأسيس جهاز المخابرات العامة المصرية وإذاعة صوت العرب ومهندس حركات التحرر.

## نبذة
كان فتحي الديب أحد أبرز معاوني الرئيس المصري الراحل جمال عبد الناصر في قضايا الشئون العربية. يعد الديب من مؤسسي جهاز المخابرات العامة المصرية عام 1954، حيث كان ضمن ثمانية اختارهم عبد الناصر برئاسة عضو مجلس قيادة الثورة زكريا محيي الدين، تولوا مهمة إنشاء جهاز المخابرات.
ومن خلال عمله كلف عبد الناصر فتحي الديب برئاسة دائرة الشئون العربية في جهاز الاستخبارات، وأوكل اليه اعداد خطة لتحرير دول الوطن العربي من الاستعمار. وقام الديب بانجاز هذه المهمة، ومن خلالها تأسست اذاعة «صوت العرب» كأداة إعلامية لثورة يوليو 1952 في معاركها ضد الاستعمار، بعد وفاة عبد الناصر استقال فتحي الديب من رئاسة الجمهورية.
عايش قيادات للمنطقة منذ منتصف القرن العشرين، وكان هو مهندس تواصلها مع مصر بقيادة جمال عبد الناصر، من خلال توليه مسؤولية الشؤون العربية في رئاسة الجمهوية، ويروى في كتبه أسرار ذلك.. يذكر في كتابه «عبد الناصر وتحرير المشرق العربى» أنه كان ضمن ثمانية أسسوا جهاز المخابرات العامة برئاسة زكريا محيى الدين عام 1953، ويكشف في هذا الكتاب وقائع مذهلة عن أدواره السرية في سلطنة عمان، ومنطقة الخليج وسوريا ولبنان والعراق، أما دوره في ربط الثورة الجزائرية بمصر منذ اندلاع كفاحها المسلح من عام 1954 فحكى قصته في كتابه «عبد الناصر وثورة الجزائر»، وفي كتابيه «عبد الناصر وثورة ليبيا» و«عبد الناصر وثورة اليمن» يكشف أسرار علاقة مصر بالثورتين ودوره فيهما.. أما كتابه «عبد الناصر وثورة إيران»، فيكشف فيه دوره مع المعارضة الإيرانية أثناء حكم شاه إيران في ستينيات القرن الماضى، وذلك ردا على دعم الشاه لإسرائيل، وكان إبراهيم يزدى أول وزير خارجية لإيران بعد الثورة عام 1979 ضمن الذين تواصل معهم من هذه المعارضة.

أما كتابه «عبد الناصر وعرب المهجر» فهو وثيقة مجهولة، ويكشف فيه جولته السرية في دول أمريكا الجنوبية لربط العرب المهاجرين فيها بدولة الوحدة المصرية السورية «22 فبراير 1958 إلى 28 سبتمبر 1961».

كان اسمه في جواز السفر مستعارا «محمد فتحى إبراهيم» وبدأ جولته في النصف الثانى من يونيو 1959، وعاد يوم 8 أغسطس 1959 وشملت البرازيل والأرجنتين وشيلى والمكسيك وبيرو وبنما، وفي نهايتها وقعت محاولة لتأميم قناة بنما أسوة بتأميم قناة السويس عام 1956، لكن أمريكا قضت عليها، وتحدثت الصحف الأمريكية عن «جاسوس عبد الناصر في بنما»، وكان وقتئذ في الطائرة عائدا إلى مصر دون أن يعرف أحد حقيقته، وبعد وصوله قدم تقريرا إلى عبد الناصر عن مهمته النادرة والمجهولة.

ظلت قصة تأسيسه لإذاعة «صوت العرب» في 4 يوليو 1953 مجهولة حتى كشف عنها في كتابه «عبد الناصر وتحرير المشرق العربى»، وصارت أقوى الإذاعات العربية وقت أن كانت الإذاعات أقوى الأسلحة الإعلامية تأثيرا في الخمسينيات والستينيات من القرن الماضى، ووصلت برئاسة الإذاعى الكبير أحمد سعيد درجة تأثير بالغ حد أن مواطنين عربا كانوا يسألون في بلادهم عند شرائهم أجهزة «الترانزستور»، ما إذا كان يأتى بصوت أحمد سعيد أم لا؟.. وأوكل إليه عبد الناصر مهمة تأسيس تنظيم الطليعة العربية.. وكشف لى أنه أخفى وثائق التنظيم حين تم القبض عليه مع رجال عبد الناصر في قضية 15 مايو 1971 وسجنهم، ثم سلمها قبل وفاته إلى الدكتورة هدى جمال عبد الناصر.

كان عمره 48 عاما «مواليد 1923» وقت القبض عليه، وحسبما يكشف في كتابه «عبد الناصر وثورة ليبيا»: «في الساعة الخامسة من بعد ظهر يوم التاسع عشر من مايو 1971، فوجئت بحضور ضابط مباحث عامة سبق له التعاون معى لمنزلى، ليطلب منى اصطحابه إلى مبنى مستشفى كلية الشرطة، وحينما استفسرت منه عن السبب أخبرنى والدموع في عينه أنه صدرت إليه الأوامر لاعتقالى، وتحديد إقامتى في مبنى مستشفى كلية الشرطة».. يتذكر أن الضابط اصطحبه إلى المبنى المذكور ليجد عددا من رؤساء وأعضاء منظمة الشباب بالاتحاد الاشتراكى سبقونى.. يؤكد: «اقتنعت بأن الهدف الرئيسى من اعتقالنا هو التخلص من كل من عاون جمال عبد الناصر بكل الصدق والوفاء، ولم تمض ثلاثة أيام حتى فاجأتنى الأزمة القلبية الثانية، فنقلت إلى مستشفى المعادى تحت الحراسة، ولأقضى بها سبعة أشهر تحت العلاج والتحقيق لإلصاق تهمة «بلبلة الأفكار ضد اتفاقية إقامة اتحاد الجمهوريات».

يعلق الديب: «كانت التهمة موضع تندر كل من استمع إليها متعجبين كيف أكون مبلبلا للأفكار ضد الاتفاقية التي أعددتها بنفسى وبقلمى..وتمت المحاكمة لتبرئ ساحتى.. وعدت إلى منزلى مرفوع الكرامة وتوافد العديد من المناضلين العرب لتهنئتى».

في يوم 7 فبراير، مثل هذا اليوم، 2003 رحل دون أن يترك أبناء ولا ثروة مالية، فالرجل عاش على معاشه هو وزوجته، لكن وحسب وصف أحد تلاميذه الكاتب والإعلامى والمترجم «محمد الخولى»: «له في كل قطر عربى أبناء، ويستحق تمثالا في كل عاصمة عربية وفاء لدوره في تحريرها».